# Arduino LilyPad
Arduino LilyPad je v informatice název malého jednodeskového počítače založeného na mikrokontrolerech ATmega od firmy Atmel.
Tato deska je uzpůsobena k nošení na textilu, spoje jsou tvořeny vodivou nití. Můžeme si z ní vytvořit například vánoční svetr. Máme více druhů této desky, základní dvě jsou s USB a bez USB.

## Technické informace
| Mikroprocesor                    | ATmega168 nebo ATmega328V |
| Provozní napětí (logická úroveň) | 2.7-5.5V                  |
| Vstupní napětí (doporučeno)      | 2.7 - 5.5V                |
| Počet digitálních I/O pinů       | 14 pinů, z toho 6 s PWM   |
| Počet analogových vstupů         | 6 pinů                    |
| Proudové zatížení na 1 pin       | 40 mA                     |
| Flash paměť                      | 16 KB                     |
| SRAM                             | 1 KB                      |
| EEPROM                           | 512 bytů                  |
| Rychlost hodin                   | 8 MHz                     |